# Oathbreaker (banda)
Oathbreaker es una banda belga de blackgaze y crustcore formada en Flandes en el año 2008. Actualmente mantienen un contrato con la disquera Deathwish Inc. La integran Lennart Bossu y Gilles Demolder en las guitarras, Wim Coppers en la batería (reemplazando al fundador Ivo Debrabandere desde 2016), y Caro Tanghe en las voces limpias y guturales. Forman parte del colectivo Church of Ra fundado por Amenra, junto a otras bandas como The Black Heart Rebellion,  Wiegedood y DehnSora.
Además de su primer EP homónimo, Oathbreaker lleva lanzados hasta el momento tres álbumes de estudio; Mælstrøm (2011), Eros|Anteros (2013) y Rheia (2016). Este último ha recibido generalmente críticas positivas, resaltando la magistral combinación de diferentes estilos musicales.

## Historia

### Formación y primeros años
Gilles y Caro son amigos desde temprana edad, conociéndose desde que Caro tenía 14 años. Posteriormente ambos conocieron a Lennart Bossu y formaron una banda, integrándose a la escena local del hardcore punk belga, compartiendo escenario con bandas como Rise and Fall. Con el paso del tiempo, el estilo de la banda fue cambiando, pasando por diferentes cambios en su alineación también con la salida del baterista. En el año 2008 se integró Ivo Debrabandere y la banda evolucionó hasta convertirse oficialmente en Oathbreaker, lanzando un EP homónimo ese mismo año.

## Estilo musical
El sonido ecléctico de Oathbreaker ha sido asociado a diferentes géneros y subgéneros del punk rock, heavy metal y música avant-garde, además del black metal, post-hardcore, hardcore punk, post-metal, post-black metal, screamo, metalcore, crust punk, d-beat, sludge metal, shoegazing, y el post-rock. Han sido comparados con bandas como Cobalt y Ghost Bath así como con Deafheaven, Converge, Touché Amoré, Loma Prieta, y Planes Mistaken for Stars, con quienes comparten sello discográfico. El estilo vocal de Caro Tanghe ha sido calificado como un notorio distintivo de la banda; la revista Exclaim comentó que tal rango vocal al momento de ejecutar los gritos rivaliza con el de Jacob Bannon, vocalista de Converge, llegando incluso a rozar el estilo propio de los vocalistas de black metal".

## Integrantes
Actuales
- Lennart Bossu – guitarra (2008– )
- Gilles Demolder – guitarra, bajo (2008– )
- Caro Tanghe – voces[1] (2008– )
- Wim Coppers – batería (2016– )

Anteriores
- Ivo Debrabandere – drums (2008–2016)[11]

## Discografía

### Álbumes de estudio
- Mælstrøm (2011)[1]
- Eros|Anteros (2013)[1]
- Rheia (2016)[12]

### EPs
- Oathbreaker (2008)[1]
- Amenra/Oathbreaker – Brethren Bound by Blood 3/3 (2011)
- An Audiotree Live Session (2016)

### Sencillos
- Ease Me (2019)

### Álbumes en vivo
- Live at Vooruit (2015)

### Recopilatorios
- Metal Swim 2 (2019)[13]

### Videos musicales
| Año  | Nombre                       | Director                      |
| ---- | ---------------------------- | ----------------------------- |
| 2011 | "Origin"                     |                               |
| 2011 | "Glimpse Of The Unseen       | Olli Bery                     |
| 2013 | "No Rest For The Weary"      | Jeroen Mylle y Fabrice Parent |
| 2016 | "10:56" / "Second Son of R." | Jeroen Mylle y Fabrice Parent |
| 2016 | "Immortals"                  | Jeroen Mylle y Fabrice Parent |